# José Alberto Martínez
José Alberto Martínez Trinidad (San Sebastián, 10 settembre 1975) è un ex ciclista su strada spagnolo, professionista dal 1999 al 2007 ottenne otto successi in carriera fra cui la classifica generale del Critérium International 2002 e del Bayern Rundfahrt nel 2006..

## Carriera
Dotato di buone qualità a cronometro seppe raccogliere risultati apprezzabili soprattutto nelle brevi corse a tappe.
Passato professionista con la Euskaltel-Euskadi, storica formazione di ciclismo basca, raccolse le prime affermazioni nel 1999 aggiudicandosi una frazione del Grand Prix du Midi Libre ed una al Grande Prémio 'Jornal de Notícias' riuscendo anche a salire sul podio finale di entrambe le brevi corse a tappe, inoltre fu secondo alla Euskal Bizikleta dietro David Etxebarria, quarto alla Volta ao Alentejo e nono al Grand Prix des Nations, importante corsa a cronometro dell'epoca.
Nella stagione successiva prese parte alla sua prima Vuelta a España, che tuttavia non concluse, e riuscì ad ottenere altre due vittorie, in entrambi i casi a cronometro, ed a salire sul podio di brevi corse a tappe iberiche quali la Volta a la Comunitat Valenciana, la Vuelta a Murcia e il Grand Prix Portugal Telecom.
Nel 2001 concluse la stagione senza riuscire a vincere ma con un rendimento comunque positivo, fu infatti secondo dietro Rik Verbrugghe al Critérium International ed alla Vuelta al País Vasco, persa per appena cinque secondi a favore del lituano Raimondas Rumšas, tornò al successo l'anno successivo aggiudicandosi proprio la classifica generale del Critérium international, fu questo il risultato più importante della sua carriera anche perché ottenuto precedendo lo statunitense Lance Armstrong ed il francese David Moncoutié.
Dopo un 2003 incolore con un solo piazzamento degno di nota, ancora al Critérium International chuso ottavo, nel 2004 cambiò formazione passando alla Relax; anche con in questa annata non colse successi tuttavia raggiunse il suo miglior piazzamento in una corsa di Coppa del mondo terminando al quinto posto la Clásica San Sebastián.
L'anno successivo passò alla formazione francese della Agritubel con la quale rimarrà sino al termine della sua carriera; con questa formazione partecipò, nel 2006, al suo primo ed unico Tour de France e vinse altre tre corse.

## Palmares
- 1996 (Under-23, due vittorie)

Classifica generale Vuelta al Goierri
4ª tappa Vuelta a Navarra
- 1999 (Euskaltel, due vittorie)

1ª tappa Grand Prix du Midi Libre (Uzès > Saint-Affrique)
4ª tappa Grande Prémio 'Jornal de Notícias' (Coruche > Marvão)
- 2000 (Euskaltel, due vittorie)

1ª tappa Vuelta a Burgos (Miranda de Ebro > San Juan del Monte, cronometro)
4ª tappa Grand Prix Portugal Telecom (Tortosendo > Covilhã, cronometro)
- 2002 (Euskaltel, una vittoria)

Classifica generale Critérium International
- 2005 (Agritubel, una vittoria)

Classic Loire-Atlantique
- 2006 (Agritubel, due vittorie)

Classifica generale Bayern Rundfahrt
2ª tappa, 2ª semitappa Critérium International (Charleville-Mezieres > Charleville-Mezieres, cronometro)

## Piazzamenti

### Grandi Giri
- Tour de France

2006: ritirato (alla 12ª tappa)
- Vuelta a España

2000: ritirato (alla 7ª tappa)
2001: 28º
2002: 112º
2003: 31º
2004: ritirato (alla 17ª tappa)

### Grandi giri
- Liegi-Bastogne-Liegi

2001: 83º